# (3134) Костинский
(3134) Костинский (лат. Kostinsky) — типичный астероид главного пояса, открыт 5 ноября 1921 года российским и советским астрономом Сергеем Белявским в Симеизской обсерватории и 26 марта 1986 года назван в честь российского и советского астронома Сергея Костинского.

## Обнаружение и именование
(3134) Костинский
Открыт 5 ноября 1921 года в Симеизе С. И. Белявским.
Назван в честь одного из основоположников астрофотографии и фотографической астрометрии в России, члена-корреспондента Академии наук СССР и сотрудника Пулковской обсерватории Сергея Константиновича Костинского (1867—1936). Он провёл многочисленные определения звёздных параллаксов и собственных движений, изучал звёздные скопления и туманности, а также планеты и их спутники. В честь Костинского также назван лунный кратер.
Оригинальный текст (англ.)3134 Kostinsky
Discovered 1921-11-05 by Belyavskij, S. at Simeis.
Named in honor of Sergej Konstantinovich Kostinsky (1867—1936), one of the founders of astrophotography and photographical astrometry in Russia, a corresponding member of the U.S.S.R. Academy of Sciences and a staff member of the Pulkovo Observatory. He made numerous determinations of stellar parallaxes and proper motions, studied star clusters and nebulae, as well as planets and their satellites. Kostinsky is also honored by a lunar crater.
Источники: DISCOVERY.DB; M.P.C. 10548.

## Орбита

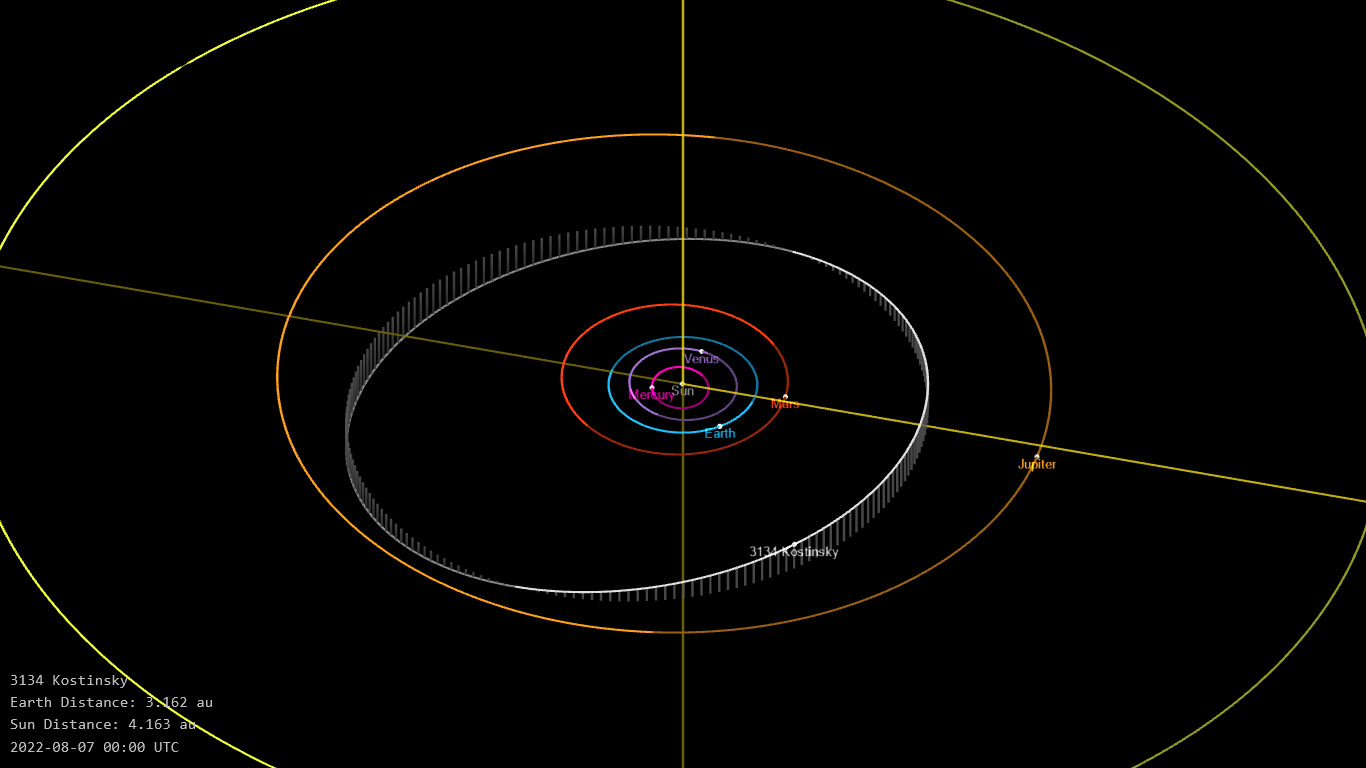
Орбита астероида Костинский и его положение в Солнечной системе

## Физические характеристики
Астероид относится к таксономическому классу P.
По результатам наблюдений в инфракрасном диапазоне орбитальной обсерватории IRAS и спутника Akari и наблюдений в видимом и ближнем инфракрасном диапазоне космического телескопа NEOWISE диаметр астероида сначала оценивался равным 50,01±3,0 км, позже — 53,47±1,27 км и 50,389±0,596 км. Согласно тем же источникам альбедо оценивается как 0,0371±0,005, 0,035±0,002 и 0,037±0,008.